# Laguna de las Lavanderas
La Laguna de las Lavanderas es un espejo natural de agua ubicado a 1 km del centro de la ciudad de Tacuarembó, Uruguay.

## Historia
El parque lleva este nombre debido a que era el lugar elegido por las lavanderas de los alrededores que llegaban con grandes atados de ropas a lavar en la laguna. En la entrada de dicho parque podemos observar un monumento construido por José Bulmini que homenajea a las lavanderas.
En un principio el predio de la laguna pertenecía a Juan Domingo López y Pedro Bidegain, quienes llegaron a un acuerdo con el gobierno departamental en 1909 para que se declarase de interés público.
El 24 de agosto de 1910 se inauguró en el predio el Parque 25 de Agosto, el cual contaba con una cancha de fútbol alambrada.

## Gaucho
La Laguna de las Lavanderas es un parque delimitado en parte por el Arroyo Tacuarembó Chico. Es un espacio rodeado de eucaliptos con una amplia zona de camping.
En su amplia extensión alberga el Parque 25 de Agosto, que fue el primer estadio con el que contó la ciudad, la sede de la Sociedad Criolla Patria y Tradición y el estadio Dardo López. 
Una vez al año, el predio de la Laguna de las Lavanderas es sede del evento Fiesta de la Patria Gaucha que se realiza desde el año 1986